# ショーン・コムズ
ショーン・コムズ（Sean Combs, 本名: Sean John Combs, 1969年11月4日 - ）、別名 ショーン・パフィ・コムズ（Sean Puffy Combs）、パフ・ダディ（Puff Daddy）、P・ディディ（P. Diddy）、ディディ（Diddy）等、は、アメリカ合衆国ニューヨーク州ニューヨーク市のハーレム地区出身の音楽プロデューサー、作詞家、アレンジャー、ファッションデザイナー、俳優、MC。バッド・ボーイ・エンターテインメント(Bad Boy Entertainment)の最高経営責任者、映画プロダクション、レストランのチェーン、ファッションブランド「ショーン・ジョン」(Sean John)など経営者としても多岐に渡る活躍を見せる。
フォーブスの「アメリカで最も裕福なセレブリティ」では8位にランクするなど、アフロアメリカンの音楽家の中でも特に成功したエンターテイナーの一人である。プロデューサーとしては主にメアリー・J・ブライジやジェニファー・ロペスなどの作品を手掛けたことで有名であり、特にメアリーの初期2作へのプロデュースとヒットはMTVニュースの記事で「驚異的な相性」と伝えられるほどだった。
しかし2024年9月に、前々から噂のあった売買春斡旋、性的人身売買などの疑いでついに逮捕。彼が多数のセレブを招いて開いていたとされる薬物まみれの乱交パーティーなどが明るみに出て、「第二のエプスタイン」とも言われている。

## 来歴
ジャニスとメルビン・コムズの子としてマンハッタンハーレム地区でコムズは生まれ、マウントバーノンのウェスチェスター郊外で育っている。ショーンの父は彼が2歳のときに射殺（享年33歳）され、それがきっかけで母親は引っ越し、子どもたちは貧困の中で育った。 数年間は彼はボーイスカウトの熱心なメンバーで、高校をやめる前にはライフスカウトになっていた。ブロンクスのマウント・セイント・マイケル・アカデミーで中等教育を終えた後、コムズはワシントンD.C.のハワード大学に通い、アップタウン・レコードの見習いになった。 そのほんの数カ月後にコムズはA&Rの幹部社員になり、 1990年にファーザーMCの『ファーザーズ・デイ』(Father's Day)、1992年にメアリー・J・ブライジの『ホワッツ・ザ・411?』 She went on to release 13 studio albums, eight 、そしてヘヴィ・D&ザ・ボーイズの『ブルー・ファンク』(Blue Funk)をプロデュースする。 コムズは彼自身のレーベル「バッド・ボーイ・エンターテインメント」(Bad Boy Entertainment)を創設し、即座にクレイグ・マックとノトーリアス・B.I.G.と契約する。
ラッセル・シモンズの手を借り、コムズは最高のラッパーであると彼が考えていた2パックとも契約すれば、レーベル「バッド・ボーイ・レコード」が好調なスタートを切るだろうと考えたが、2パックに拒否されてしまう。しかし直後にリリースされたクレイグ・マックのデビューアルバム『プロジェクト:ファンク・ダ・ワールド』やノトーリアス・B.I.G.のデビューアルバム『レディ・トゥ・ダイ』はヒットし、コムズはバッド・ボーイとフェイス・エヴァンス、112など次々に契約を結び始める。プロデュースではリル・キム、TLC、マライア・キャリー、ボーイズIIメン、SWV、アレサ・フランクリンなどを手がける。メイスとザ・ロックスもすぐにバッド・ボーイに参加し、アメリカ西海岸のデス・ロウ・レコードとの対立を強めた。コムズとノトーリアス・B.I.G.は1990年代半ごろ、ライムやインタビューで2パックとシュグ・ナイトに敵意を表明し始めた。2パックは1996年9月に何者かに殺害され、その6か月後にノトーリアス・B.I.G.もアルバム『ライフ・アフター・デス』(Life After Death)リリース前の1997年3月に殺害されるという悲劇に見舞われた。
パフ・ダディとして知られる以前にコムズは1993年、スーパーキャットの「ドリー・マイ・ベイビー」(Dolly My Baby)のリミックス版でノトーリアス・B.I.G.と共にラップを披露していた。1997年に「パフ・ダディ」というMCネームを名乗り、サンプリングを多用したデビュー・シングル「キャント・ノーバディ・ホールド・ミー・ダウン」(Can't Nobody Hold Me Down)と、ノトーリアス・B.I.G.を追悼した2ndシングル「アイル・ビー・ミッシング・ユー」(I'll Be Missing You)をリリース。ポリスの1983年の曲「見つめていたい」(Every Breath You Take)をサンプリングというよりほとんど引用した「アイル・ビー・ミッシング・ユー」はファンの間でかなり物議を醸し賛否両論あったが、それらが収録されたファースト・アルバム『ノー・ウェイ・アウト』はアメリカだけでも700万枚を超える大ヒットとなった。そして第40回グラミー賞で最優秀ラップ・アルバム賞を受賞。その後もコムズのキャリアは、MCとしても続いた。

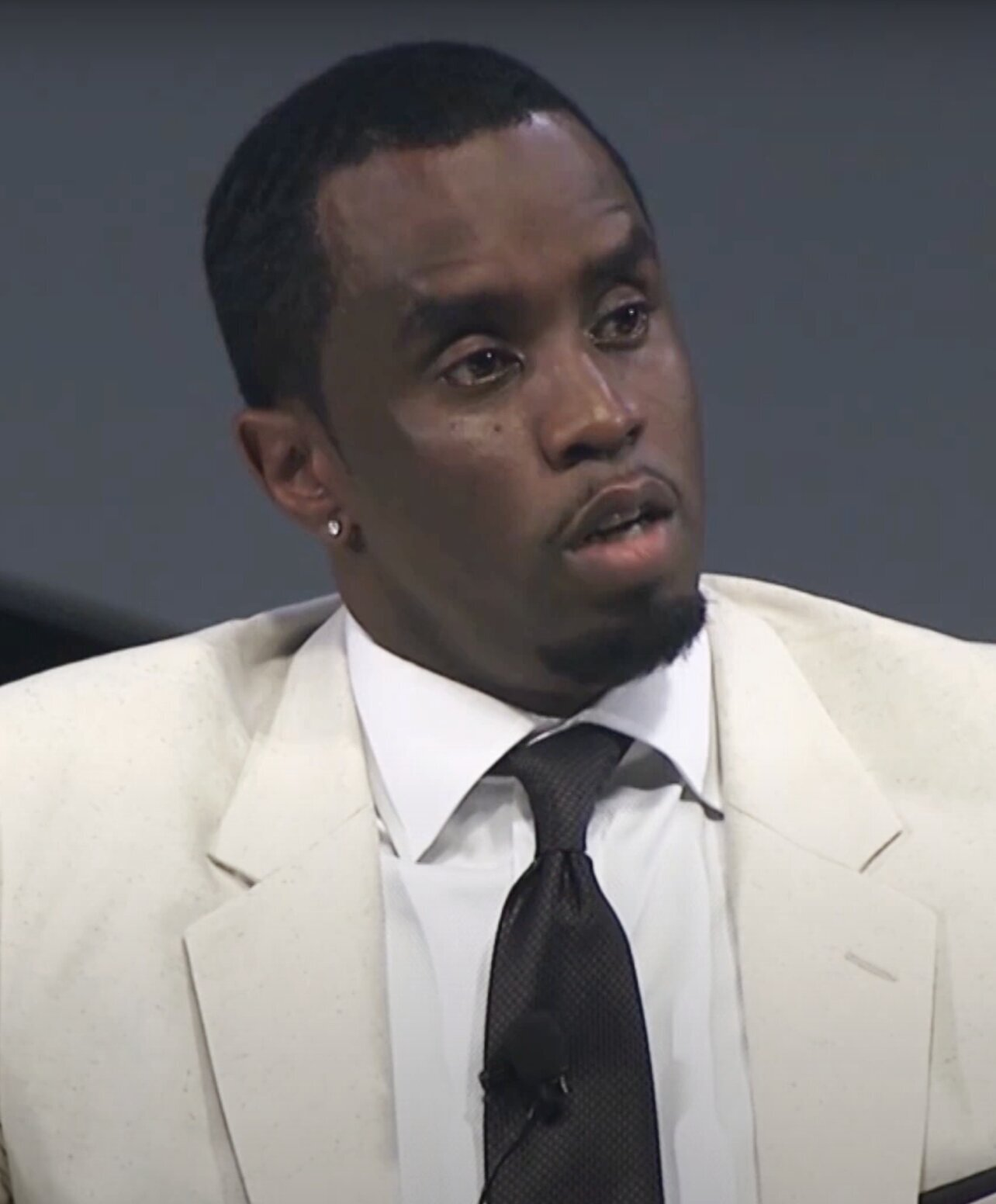
2013年

コムズは頻繁にMCネームを変えることでも知られ、ショーン・パフィ・コムズ（Sean Puffy Combs）、パフ・ダディ（Puff Daddy）、P・ディディ（P. Diddy、ノトーリアス・B.I.G.が付けたニックネーム）、ディディ（Diddy）と変えてきた。尚、イギリスの音楽プロデューサー、リチャード “ディディ” ディアラヴとの裁判に敗訴したため、イギリスではディディと名乗って活動することが出来なかった。2014年、MCネームをパフィ・ダディに戻す。
コムズは数々のスキャンダルの持ち主でもある。イギリスのDJディディは、コムズがP・ディディを名乗る9年前の1992年からこの名を使用してきたと訴訟を起こした。結果はコムズが損害賠償金10000ポンドと、裁判費用10万ポンドを支払うことで和解した。
1999年12月、マンハッタンのナイトクラブ、クラブ・ニューヨークで銃撃事件が起きたとき、コムズと当時のガールフレンド、ジェニファー・ロペスが現場にいた。コムズはロペスや仲間を連れて現場から逃走し後に逮捕。警察の調べによって盗難銃が発見されたことから、コムズと仲間のMC Shyneは銃刀法違反などで逮捕される。この事件は免罪となったものの、ほかにも数多くの事件で告訴されたことがある。

## 性的虐待容疑と逮捕
2023年11月から民事訴訟で訴えられていたが、2024年3月25日には、ヨット上での女性への性犯罪（sexual assault）、国際的な性的人身売買（sex traffic）などの疑いでカリフォルニア州とフロリダ州の自宅に、国家安全保障省の機関銃武装の約50人の捜査員らが入り家宅捜索が一斉に行なわれた。身柄が1週間以上拘束されず、カリブ海のアンティグア・バーブーダにプライベートジェットを陽動作戦として飛ばすなどして当局を嘲笑うようにまいており、SNSでも”Where is Diddy”と話題が沸騰し、ニュースで大きく取り上げられた。同年9月16日にマンハッタンで逮捕された。翌17日に起訴状が公表され、コムズが自らの影響力を背景に多数の女性に性的暴行を加えていたとみられることが分かった。コムズは性的人身売買や恐喝共謀などの罪に問われ、同日の法廷で起訴内容を否認した。
また2024年10月、1996年9月8日に発生した2パック殺害事件の犯人として2023年9月に逮捕されたキーフィー・Dことドゥエイン・デイヴィス (Duane Davis）が、コムズから約1.5億円で2パックの殺害を依頼されたと話していることから、2パック殺害事件にコムズが関わっているのではないかという疑惑もあり、2パックの遺族が弁護士を雇って調査を進めていることが報じられている。
この件でコムズと非常に親しく、彼の主催するパーティーにも参加していたビヨンセとジェイ・Z夫婦は沈黙を貫き、同じくコムズと親しいと報道されていたレオナルド・ディカプリオは「彼と何年も行動を共にしていない」と釈明する事態に追われた。更に12月8日にはジェイ・Zがコムズと共に13歳の少女へ性的暴行を働いたとして告発された。
2025年7月2日、ニューヨーク連邦地裁の陪審は売春に関与した罪でコムズに有罪評決を下した。性的人身売買などの罪については無罪とした。

## 人物
- コムズはポップなヒップホップ音楽を牽引した一人でもある。ダンスフロア映えする曲を見抜く勘が人一倍冴え、プロデューサーとしてのアイデア力が優れている[16]。これまでファーザーMC（英語版）、ジョデシィ（英語版）、メアリー・J・ブライジ、クレイグ・マック（英語版）。ノトーリアス・B.I.G.、フェイス・エヴァンス、112（英語版）、メイス、ボーイズ・ン・ダ・フッド（英語版）、カール・トーマスなどをプロデュースしてきた。
- プロデュースを手掛けたジェニファー・ロペスとは1999年から2001年の間交際していた[17]。

## ディスコグラフィ

### アルバム
| 年                                        | タイトル                 | アルバム詳細 | チャート最高位 | チャート最高位 | チャート最高位 | チャート最高位 | チャート最高位 | チャート最高位 | チャート最高位 | チャート最高位 | チャート最高位 | チャート最高位 | 認定 |
| 年                                        | タイトル                 | アルバム詳細 | US             | AUS            | CAN            | FRA            | GER            | NLD            | NZ             | SWE            | SWI            | UK             | 認定 |
| ----------------------------------------- | ------------------------ | --- | -------------- | -------------- | -------------- | -------------- | -------------- | -------------- | -------------- | -------------- | -------------- | -------------- | --- |
| 1997                                      | No Way Out               | - 発売日: 1997年7月1日 - レーベル: Bad Boy, Arista - フォーマット: CD, LP, cassette, digital download - 全米売上: 720万枚    | 1              | 17             | 1              | 18             | 2              | 6              | 12             | 6              | 1              | 8              | - US: 7× プラチナ - AUS: ゴールド - CAN: 6× プラチナ - FRA: ゴールド - SWE: ゴールド - SWI: プラチナ - UK: ゴールド |
| 1999                                      | Forever                  | - 発売日: 1999年8月24日 - レーベル: Bad Boy, Arista - フォーマット: CD, LP, cassette, digital download - 全米売上: 100万枚   | 2              | 17             | 4              | 14             | 4              | 26             | —              | 40             | 7              | 9              | - US: プラチナ - CAN: ゴールド - UK: ゴールド                                                                       |
| 2001                                      | The Saga Continues...    | - 発売日: 2001年6月19日 - レーベル: Bad Boy, Arista - フォーマット: CD, LP, cassette, digital download                       | 2              | —              | 19             | 14             | 14             | 85             | —              | —              | 43             | 89             | - US: プラチナ - CAN: ゴールド - UK: シルバー                                                                       |
| 2006                                      | Press Play               | - 発売日: 2006年10月17日 - レーベル: Bad Boy, Atlantic - フォーマット: CD, LP, cassette, digital download - 全米売上: 70万枚 | 1              | 41             | —              | 31             | 32             | 58             | —              | 46             | 9              | 11             | - US: ゴールド - UK: ゴールド                                                                                       |
| 2010                                      | Last Train to Paris      | - 発売日: 2010年12月14日 - レーベル: Bad Boy, Interscope - フォーマット: CD, LP, digital download - 全米売上: 27万枚         | 7              | —              | 67             | 194            | 52             | —              | —              | —              | 61             | 24             | |
| 2014                                      | 11 11 (with Guy Gerber)  | - 発売日: 2014年8月20日 - レーベル: Rumors - フォーマット: CD, LP, digital download                                          | —              | —              | —              | —              | —              | —              | —              | —              | —              | —              | |
| 2015                                      | MMM (Money Making Mitch) | - 発売日: 2015年11月4日 - レーベル: Bad Boy, Interscope - フォーマット: CD, LP, digital download                             | —              | —              | —              | —              | —              | —              | —              | —              | —              | —              | |
| "—"は未発売またはチャート圏外を意味する。 |                          | |                |                |                |                |                |                |                |                |                |                | |

## フィルモグラフィ
- THE SHOW The Show （1995年） 出演
- Rhyme&Reason ライム&リーズン Rhyme & Reason （1997年） 出演
- チョコレート Monster's Ball （2001年） 出演
- カリートの道 暗黒街の抗争 Carlito's Way: Rise To Power （2005年） 出演
- 伝説のロックスター再生計画! Get Him to the Greek （2010年） 出演
- ドラフト・デイ Draft Day （2014年） 出演

## 参考資料
- ノー・ウェイ・アウト (ライナーノーツ). パフ・ダディ. BMGビクター・バッド・ボーイ・レコード. 1997. BVCA-729.{{cite AV media notes}}:  CS1メンテナンス: cite AV media (notes) のothers (カテゴリ)